# Crassula planifolia
Crassula planifolia är en fetbladsväxtart som beskrevs av Schönl.. Crassula planifolia ingår i släktet krassulor, och familjen fetbladsväxter. Inga underarter finns listade i Catalogue of Life.